# Trash (álbum)
Trash —en español: Basura— es el 18º álbum de Alice Cooper, salió a la venta en 1989 por Epic Records.
El disco incluyó la canción "Poison", primer hit de Cooper en alcanzar el "top ten" desde 1977. Con la producción de Desmond Child, Trash contó con la participación de figuras del rock estadounidense como Steven Tyler, Joe Perry, Jon Bon Jovi, Richie Sambora, Steve Lukather, Kip Winger o el músico punk Stiv Bators, entre otros, Bators fallecería pocos meses después de la edición del álbum.
Trash contó con una producción estelar y cuatro videoclips fueron filmados para promocionar el álbum, con los temas Poison, Bed of Nails, House of Fire y Only My Heart Talkin'. A la edición del LP, le siguió una maratónica gira mundial, parte de la cual fue recogida en el vídeo Alice Cooper Trashes the World.

## Lista de canciones
1. "Poison" - 4:29
2. "Spark in the dark" – 3:52
3. "House of Fire" – 3:47
4. "Why trust you" – 3:12
5. "Only My Heart Talkin'" – 4:46
6. "Bed of Nails" – 4:20
7. "This maniac's in love with you" – 3:48
8. "Trash" – 4:02
9. "Hell is living without you" – 4:11
10. "I'm your gun" – 3:47

## Créditos
- Alice Cooper – voz
- John McCurry – guitarra
- Hugh McDonald – bajo
- Bobby Chouinard – batería
- Alan St. John – teclados